# Sandbox (відеогра)
Sandbox (стилізовано як S&box; укр. Пісочниця) — відеогра-пісочниця, що перебуває в розробці Facepunch Studios. Розглядається як духовний спадкоємець гри Garry's Mod.  Базова гра не має визначеної мети, але вона надає гравцям можливість розробки користувачами ігрових режимів та їх публікації.

## Ігровий процес
S&box — гра-пісочниця, заснована на фізиці, де вибір ігрового режиму лежить на гравці. Там дається можливість створення неігрових персонажів, регдоллів та іншого реквізиту з яким можна взаємодіяти. На відміну від Garry's Mod, S&box було створено з основною філософією надання платформи для створених користувачами ігрових режимів, а не включення цих ігрових режимів разом з наявною структурою. У прикладах ігрових режимів включено Prophunt і Trouble in Terrorist Town.

## Матеріал, створений користувачами
Подібно до свого попередника, S&box надає платформу, з якої користувачі можуть ділитися вмістом серед гравців. На відміну від Garry's Mod, який залежав від монтування базового вмісту рушія Source з інших ігор на цьому рушії, таких як Counter-Strike: Source або Portal, S&box забезпечує окремий досвід, з якого гравці можуть брати участь у створених користувачами ігрових режимах, де мета визначається розробниками окремих режимів.

### Team Fortress: Source 2
Наразі йде розробка неофіційного рімейку Team Fortress 2 на движку Source 2 під назвою Team Fortress: Source 2 (або скорочено TF: S2), а перша публікація в блозі розробки була опублікована в серпні 2021 року командою Amper Software. Робота над рімейком продовжується, розробники часто оновлюють і проводять бета-тестування спільноти.

## Розробка та випуск
Garry's Mod, попередник S&box, був вперше випущений у 2004 році Ґері Ньюменом як мод для ігрового движка Source, перш за все, для гри Half-Life 2. Хоча Garry's Mod спочатку був побічним проєктом, Ньюман пізніше відклав свою іншу незавершену роботу, Facewound, щоб зосередитися на розробці мода, і протягом 2004 і 2005 років випустив кілька оновлених версій Garry's Mod, додавши нові функції та кульмінацією у версії 9.0.4 27 листопада 2005 р. Ньюман запросив до команди кілька людей для перероблення моду в окрему гру.
Valve, розробники Source і Half-Life 2, зв'язалися з Ньюманом, щоб запропонувати комерційний окремий випуск мода через їхніх цифровий сервіс розповсюдження Steam, але спочатку Ньюмен відхилив цю пропозицію. Пізніше Valve і Facepunch уклали видавничу угоду, згідно з якою Valve випустить Garry's Mod у Steam за ціною US$10, а дві компанії порівну розділять прибуток. Остання безплатна версія Garry's Mod залишалася доступною для завантаження як демоверсія. Окрема гра була випущена 29 листопада 2006 року. Попри те, що гра більше не була модом, Valve і Facepunch залишили назву «Garry's Mod», яку пізніше Ньюман назвав це помилкою, заявивши, що замість цього він мав назвати її «Sanbox».
Гаррі Ньюман заявив, що Facepunch працює над продовженням Garry's Mod наприкінці 2015 року з акцентом на віртуальній реальності. У 2017 році було офіційно оголошено, що він розробляється на рушії Unreal Engine 4, але розробку призупинили у 2019 році, а потім перенесли на движок Valve Source 2 у березні 2020 року. Реліз було заплановано на другу половину 2021 року, де обрана група вже отримала ранній доступ до закритої бета-версії, тоді як подальші хвилі розробників отримали ключі дотримуючись черги. Гра використовує C# як бекенд для вмісту, створеного користувачами. Ньюмен заявив, що серед покращень є фізика об'єків, освітлення та графіка води.